# Macella trinotata
Macella trinotata là một loài bướm đêm trong họ Noctuidae.